# Alcohol Fueled Brewtality
Alcohol Fueled Brewtality è un album dal vivo del gruppo musicale heavy metal statunitense Black Label Society, pubblicato nel 2000 dalla Spitfire Records e in seguito dalla Armoury Records.

## Tracce

### CD 1
1. Intro/Low Down – 5:23
2. 13 Years of Grief – 4:08
3. Stronger Than Death – 5:02
4. All for You - 3:56
5. Superterrorizer – 5:19
6. Phoney Smiles & Fake Hellos – 4:33
7. Lost My Better Half – 4:44
8. Bored to Tears – 4:07
9. A.N.D.R.O.T.A.Z. – 4:26
10. Born to Booze – 4:42
11. World of Trouble – 5:59
12. No More Tears – 9:14
13. The Beginning... At Last – 6:05

### CD 2
1. Heart of Gold (Neil Young Cover)– 3:14
2. Snowblind (Black Sabbath Cover) – 6:59
3. Like a Bird – 4:36
4. Blood in the Wall – 4:44
5. The Beginning... At Last (Acoustic) – 4:31

## Formazione
- Zakk Wylde – voce e chitarra
- Nick Catanese – chitarra
- Steve Gibb – basso
- Craig Nunenmacher – batteria